# Grüningen ZH
| ZH ist das Kürzel für den Kanton Zürich in der Schweiz. Es wird verwendet, um Verwechslungen mit anderen Einträgen des Namens Grüningen zu vermeiden. |

Grüningen (im lokalen zürichdeutschen Dialekt Grüenige [ˈɡ̊ɾyə̯niɡ̊ə], älter Grüenege [ˈɡ̊ɾyə̯nəɡ̊ə]) ist eine politische Gemeinde (mit historischem Stadtrecht) im Schweizer Kanton Zürich. Sie gehört zum Bezirk Hinwil.

## Wappen

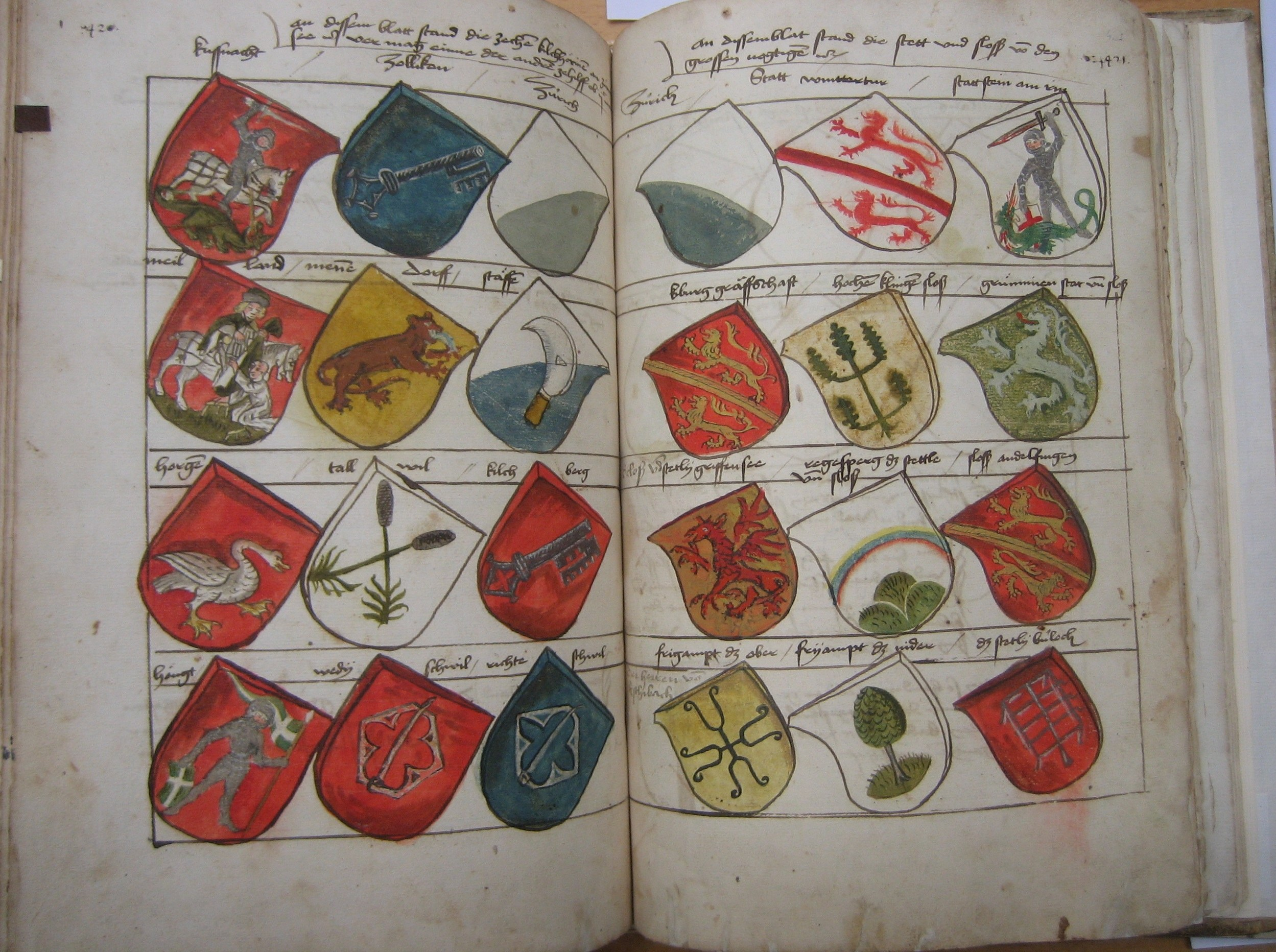
Grüninger Wappen (Zürcher Chronik 1485–1486) von Gerold Edlibach

Blasonierung:
In Grün ein steigender silberner, goldgezungter und bewehrter Löwe
Der Löwe als Tier auf dem Gemeindewappen lässt sich erstmals 1370 auf einem Siegel nachweisen und ist hiermit nach Winterthur das zweitälteste Wappen des Kantons. Wahrscheinlich ist das Wappentier auf den Habsburger Löwen zurückzuführen, denn Grüningen war 1274–1408 österreichisch. Der grüne Hintergrund weist auf den Namen Grüningen. Das Stadtwappen stimmt auch mit dem der späteren zürcherischen Landvogtei überein. Alle zeitgenössischen Unterlagen (Wappenbücher, Wappenscheiben, Landkarten, Siegel etc.) zeigen den Löwen auf dem grünen Hintergrund.

### Dorfwappen

Binzikon
Itzikon

## Geographie
Die Gemeinde liegt an der nordöstlichen Flanke des Pfannenstiels im von flachen Hügeln durchzogenen Talboden des Zürcher Oberlands, zwischen Pfannenstiel und Bachtel. Höchster Punkt der im Schnitt auf etwa 500 m ü. M. liegenden Gemeinde ist der Schlüssberg (554 m ü. M.), der tiefste Punkt ist mit 453 m ü. M. an der Stelle, wo der Aabach das Gemeindegebiet nach Gossau ZH verlässt und gleichzeitig den Namen in Grüningerbach ändert.
Nachbargemeinden sind im Uhrzeigersinn, beginnend im Norden: Gossau ZH und Bubikon; Hombrechtikon und Oetwil am See im Bezirk Meilen sowie Egg im Bezirk Uster, mit nur etwa 380 Metern gemeinsamer Grenze.
Den Kern der Gemeinde bildet das Städtchen Grüningen (Stedtli), welches seit dem Mittelalter das Stadtrecht besitzt. Die beiden grösseren Dörfer Binzikon und Itzikon liegen unmittelbar südlich respektive östlich der Kernsiedlung. Die Ortschaften Adletshausen (Adletshusen) und Bächelsrüti liegen am südöstlichen respektive nordwestlichen Rand der Gemeinde. Weitere Siedlungen sind Weiler und Einzelhöfe, darunter Buechholz, Büel, Reipen, Richttanne, Holzhusen und Niggenberg.

## Bevölkerung
| Jahr      | 1634 | 1739 | 1850 | 1900 | 1950 | 2000 | 2005 | 2010 | 2015 | 2020 | 2022 |
| --------- | ---- | ---- | ---- | ---- | ---- | ---- | ---- | ---- | ---- | ---- | ---- |
| Einwohner | 674  | 1040 | 1695 | 1207 | 1450 | 2811 | 2799 | 3165 | 3358 | 3715 | 3825 |

2022 gehörten 40,57 Prozent der Bevölkerung der evangelisch-reformierten Kirche und 20,31 Prozent der römisch-katholischen Kirche an. 39,11 Prozent hatten eine andere oder keine Konfessionszugehörigkeit.
In Grüningen gibt es auch die Freikirche Chrischona.

## Politik
Gemeindepräsident ist Carlo Wiedmer (SVP) (Stand 2023).
| Name                  | Amtsantritt | Funktion                       | Partei    |
| --------------------- | ----------- | ------------------------------ | --------- |
| Carlo Wiedmer         | 2018        | Gemeindepräsident              | SVP       |
| Florian Fischer       | 2022        | Hochbau und Liegenschaften     | parteilos |
| Susanne Gutknecht     | 2018        | Gesundheit und Tourismus       | parteilos |
| Karin Jeber           | 2018        | Bildung (Schulpflepräsidentin) | SVP       |
| Martin Jenny          | 2018        | Sicherheit und Finanzen        | SVP       |
| Andreas Spring        | 2018        | Infrastruktur                  | SVP       |
| Sascha-Max Steinegger | 2018        | Gesellschaft                   | FDP       |

Bei der Nationalratswahl 2023 erreichten die Parteien folgende Wähleranteile: SVP 43,24 % (+6,73), SP 13,99 % (+3,55), FDP 10,38 % (−3,03), glp 9,02 % (−2,51), Mitte 6,72 % (+0,87), Grüne 6,56 % (−4,94), EDU 3,42 (−0,93) %, EVP 3,32 % (−1,53).

## Geschichte

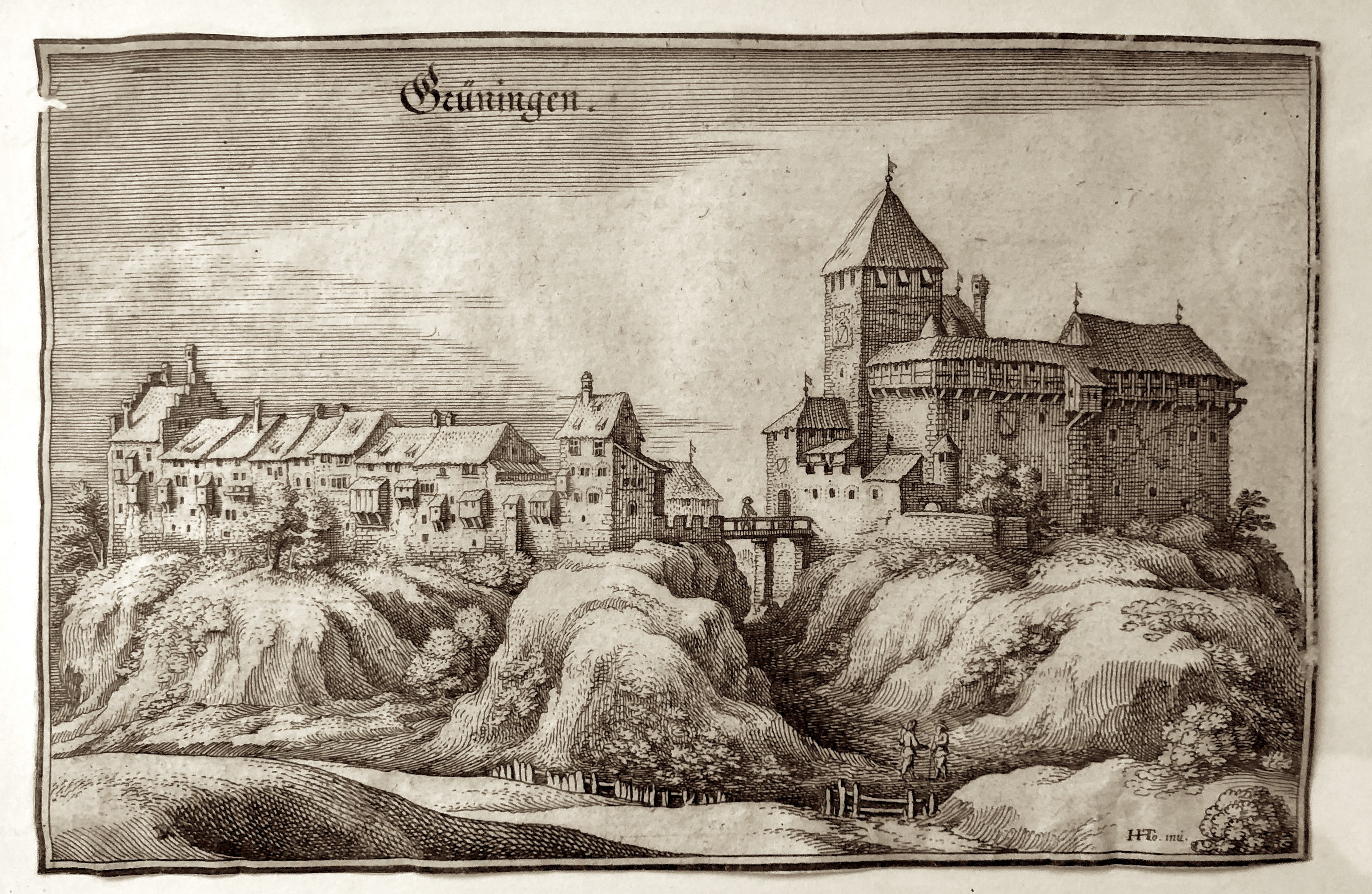
Grüningen um 1654, Stich von Mattäus Merian

Historisches Luftbild aus 500 m von Walter Mittelholzer von 1923

Wichtige Eckdaten aus der Geschichte:
- 1038 Erste urkundliche Erwähnung. Die Stadtwerdung ist nicht überliefert.
- 1279 Amt und Städtchen Grüningen im Besitz der Habsburger, es folgten verschiedene Verpfändungen.
- 1408 Verkauf der Pfandschaft durch die Brüder Gessler an die Stadt Zürich, Errichtung der Landvogtei Grüningen. Sie umfasste fast den ganzen Südosten der Landschaft Zürich, vom Pfannenstiel bis zum Schnebelhorn und vom Hörnli an den Zürichsee. Ausser Kyburg war Grüningen die einzige Landvogtei, die bis zum Untergang der Alten Eidgenossenschaft im Besitze eines eigenen Blutgerichtes war.
- 1440 Erste Belagerung von Grüningen während des Alten Zürichkriegs
- 1443 Zweite Belagerung von Grüningen während des Alten Zürichkriegs
- 1551 Erster Städtchenbrand
- 1610 Bau einer Kirche und Bildung einer eigenen Pfarrei
- 1685 Zweiter Städtchenbrand
- 1798 Ende der Landvogtei. Heinrich Lavater aus Zürich verliess als letzter Landvogt das Schloss Grüningen.
- 1802 Bildung der politischen Gemeinde
- 1831 Verlegung der Bezirksverwaltung nach Hinwil aufgrund der Stagnation in der industriellen Entwicklung
- 1844 Bau des Dammes (Im Jahre 1844, da wurde mit der Staates Kraft, für immer diese Brück' gemacht. Es war kein Eingang hier zuvor, man musste oben durch das Tor.) und der Strasse Stedtli-Binzikon
- 1903 Eröffnung der Wetzikon-Meilen-Bahn (WMB)
- 1950 Stilllegung der WMB und Gründung der Verkehrsbetriebe Zürcher Oberland (VZO)
- 1954 Gemeinde erlässt Schutzverordnung für das Städtchen.
- 1960 Erlass der Bau- und Zonenordnung, entsprechende Veränderung in der Erwerbsstruktur der Gemeinde
- 1970 Kirchenbrand
- 1976 Für besondere Verdienste um den Ortsbildschutz erhielt Grüningen vom Schweizer Heimatschutz den Wakkerpreis.

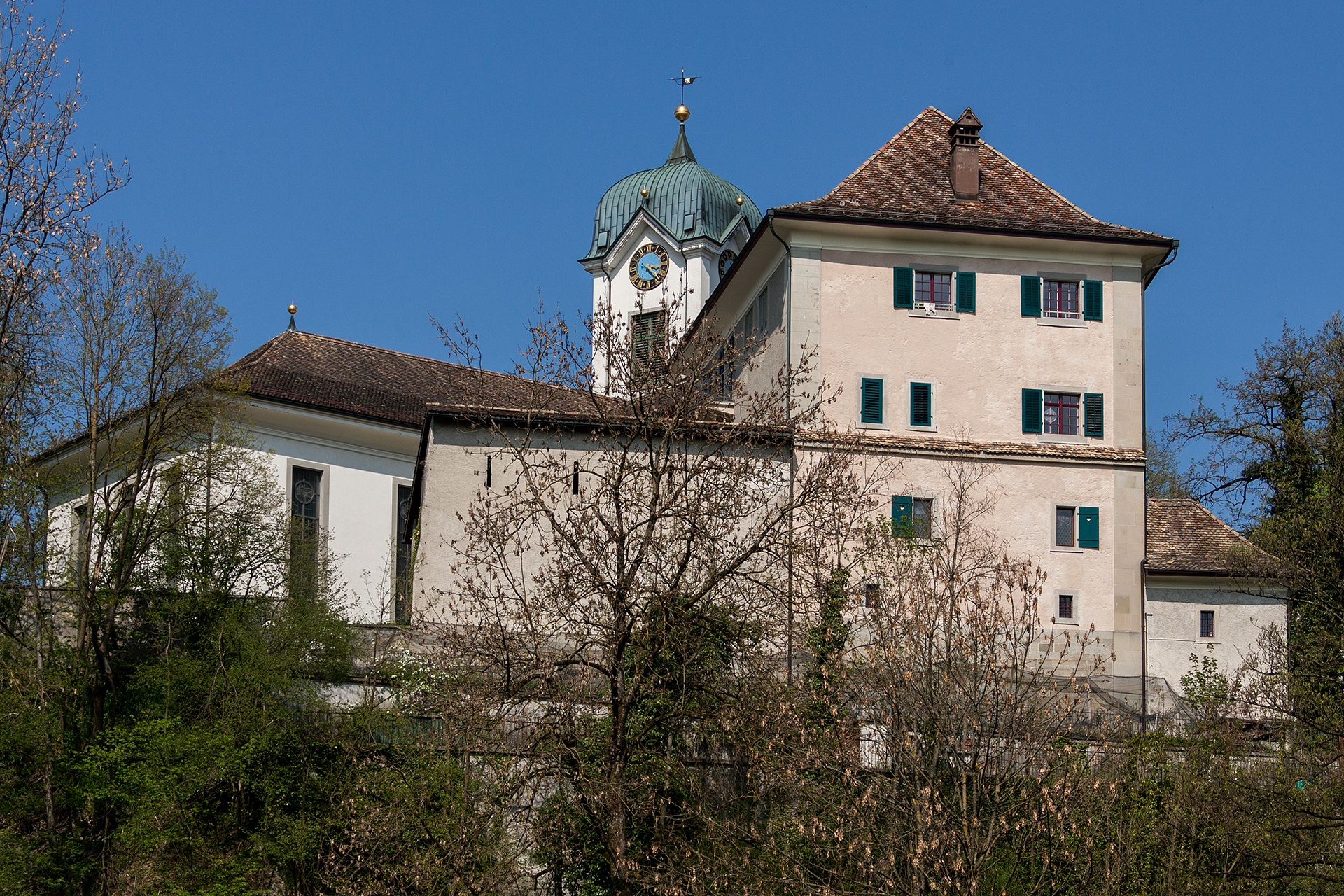
Schloss und Kirche
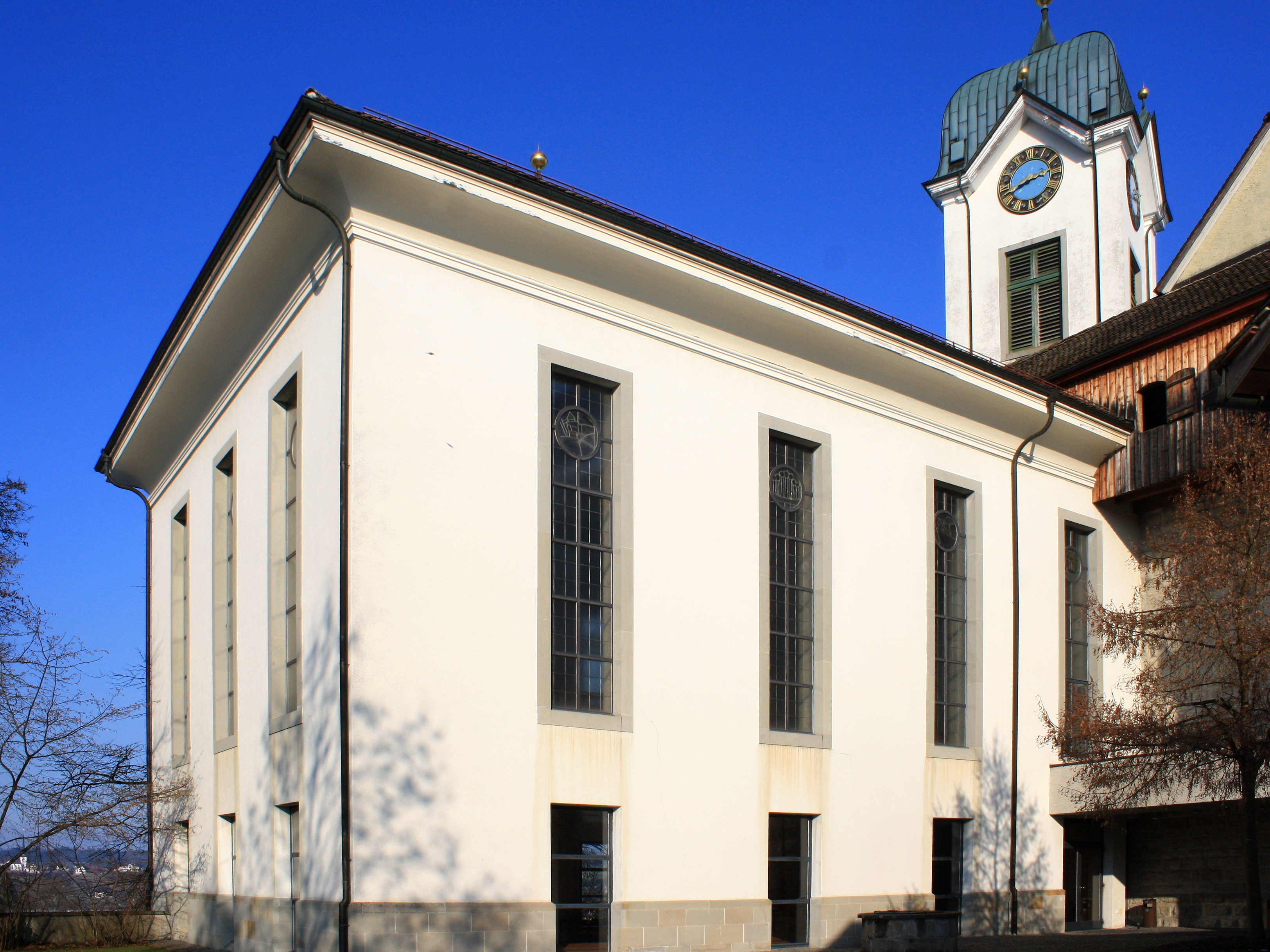
Reformierte Kirche, Ansicht vom Schlosshof
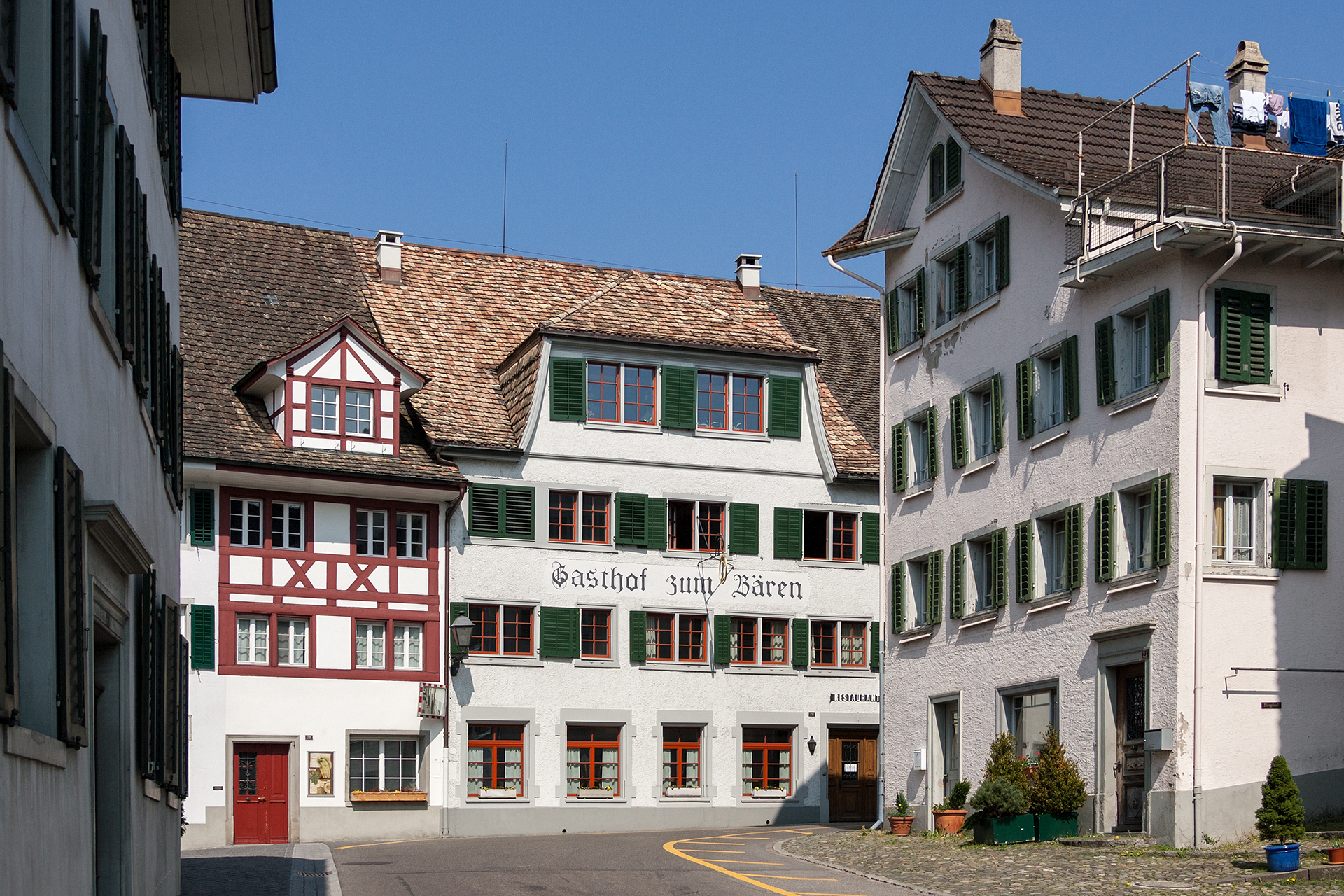
Gasthaus «Zum Bären»
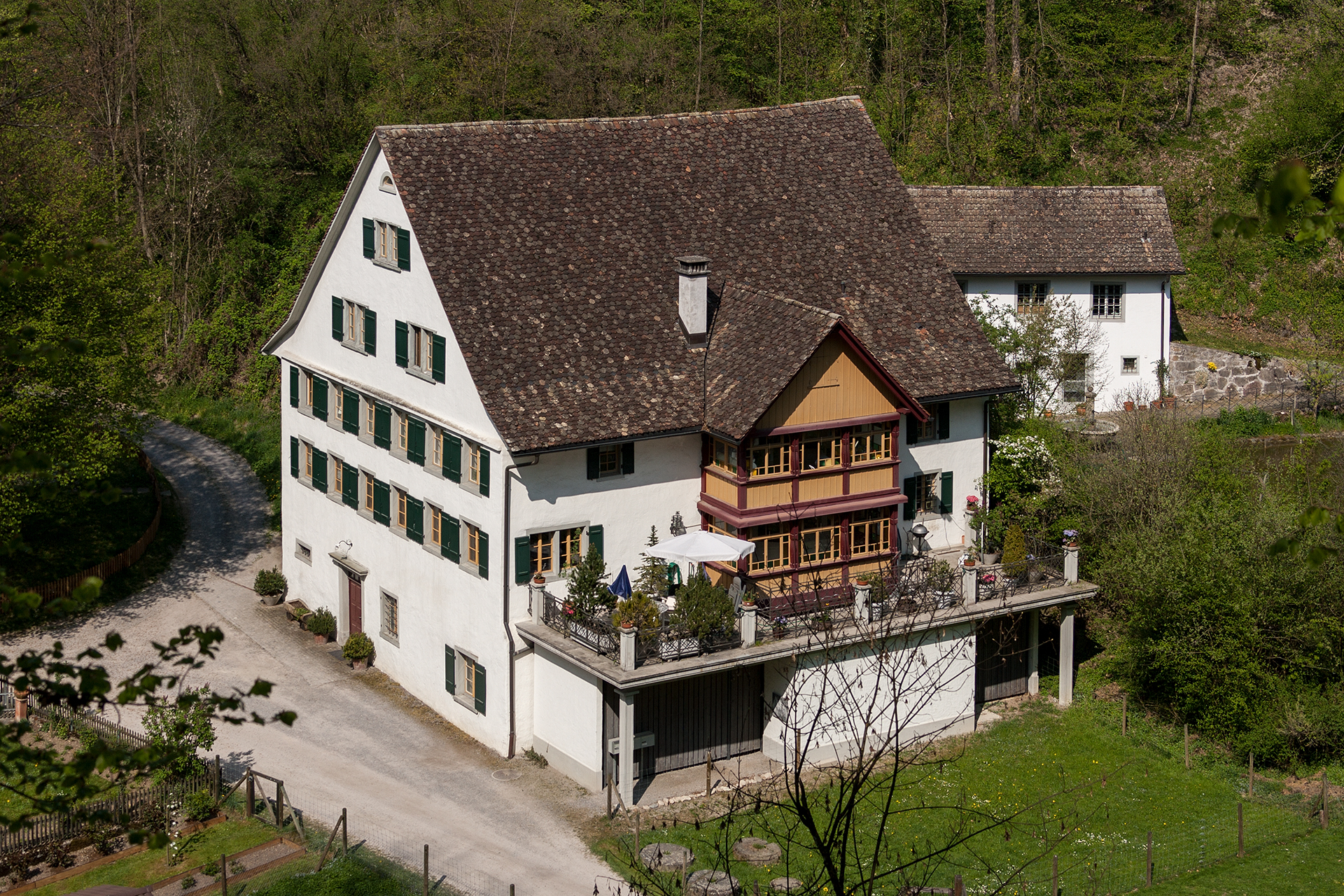
Müli

## Verkehr

### Öffentlicher Verkehr

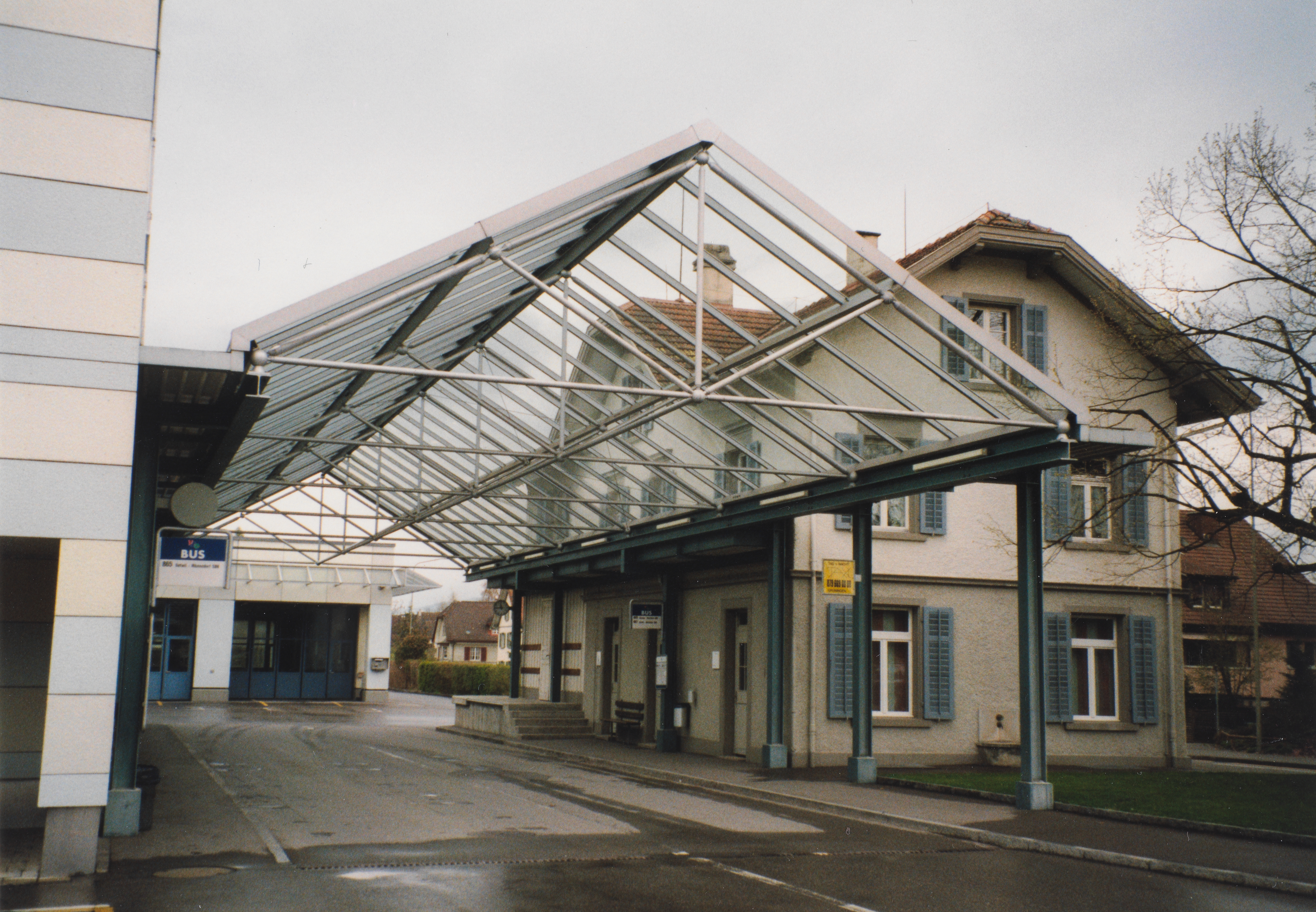
Ehemaliger Bahnhof, heutige Bushaltestelle (1999)

Von 1903 bis 1950 lag Grüningen an der Wetzikon-Meilen-Bahn.
Folgende Buslinien werden durch die Verkehrsbetriebe Zürichsee und Oberland (VZO) bedient:
- 845 Bahnhof Uster – Sulzbach – Bertschikon – Gossau – Grüningen – Oetwil am See
- 867 Bahnhof Wetzikon – Grüt – Gossau – Grüningen – Oetwil am See

### Individualverkehr
Grüningen ist mit Nebenstrassen gut im Zürcher Oberland vernetzt: von Osten mit Dürnten und Bubikon bis Esslingen und Mönchaltorf im Westen und von Süden mit Oetwil am See und Hombrechtikon bis Gossau ZH und Wetzikon im Norden. Die Strasse nach Ottikon Gossau gewährleistet den Anschluss bei Nr. 8 Ottikon an die Forchautobahn A52, ebenso die Verbindung nach Gossau ZH zum Anschluss 7 Oetwil am See.

## Persönlichkeiten
- Emil Gehri, Dorfhistoriker, Gemeindeschreiber
- Hermann Gessler, Habsburger Landvogt in Grüningen, war Vorbild für die Person des Hermann Gessler im Wilhelm-Tell-Mythos
- Konrad Grebel (1498–1527), geboren und aufgewachsen bis 1511 in Grüningen, Mitbegründer der Täuferbewegung, gefangen im Schloss Grüningen 1525–1526
- Gilles Roulin (* 1994), Skirennfahrer, Olympiateilnehmer

## Sehenswürdigkeiten
- Schloss Grüningen mit reformierter Kirche
- Botanischer Garten im Eichholz
- Töbeliweiher und Giessenweiher

Von 1903 bis 1950 führte die Wetzikon-Meilen-Bahn  als Tram durch das Städtchen. Heute verläuft dort die Buslinie Oetwil am See–Wetzikon der Verkehrsbetriebe Zürichsee und Oberland. Der Abschnitt der Hauptstrasse im ehemals befestigten Teil heisst «Stedtligasse». An der nordöstlichen Strassenseite stehen die Gasthöfe «Zum Bären» und «Hirschen».

## Museen
- Schlossmuseum
- Zinnfigurenmuseum
- Imkereimuseum

## Märkte
Grüningen ist für seine Märkte weit herum bekannt:
- Frühlingsmarkt am letzten Wochenende im April
- Herbstmarkt am zweiten Wochenende im Oktober; historisches Markttreiben auf dem Chratzplatz und im Herrenbaumgarten
- Weihnachtsmarkt am ersten Adventssonntag